# Герман Гессе (підводник)
Герман Гессе (нім. Hermann Hesse; 10 березня 1910, Кельн — 24 червня 1943, Атлантичний океан) — німецький офіцер-підводник, капітан-лейтенант крігсмаріне.

## Біографія
8 квітня 1934 року вступив на флот. З 5 липня 1941 по 1 березня 1942 року — командир підводного човна U-133, на якому здійснив 2 походи (разом 71 день в морі). 17 січня 1942 року потопив британський есмінець HMS Gurkha (G63) водотоннажністю 1920 тонн; 9 з 249 членів екіпажу есмінця загинули. З 8 січня 1943 року — командир U-194. 12 червня вийшов у свій останній похід. 24 червня U-194 був потоплений в Північній Атлантиці південно-західніше Ісландії (59°00′ пн. ш. 26°18′ зх. д.) торпедою американського летючого човна «Каталіна» . Всі 54 члени екіпажу загинули.

## Звання
- Кандидат в офіцери (8 квітня 1934)
- Фенріх-цур-зее (1 липня 1935)
- Оберфенріх-цур-зее (1 січня 1937)
- Лейтенант-цур-зее (1 квітня 1937)
- Оберлейтенант-цур-зее (1 квітня 1939)
- Капітан-лейтенант (1 лютого 1940)

## Нагороди
- Медаль «За вислугу років у Вермахті» 4-го класу (4 роки)